# André Cayatte
André Cayatte (Carcassonne, 3 de fevereiro de 1909 — Paris, 5 de fevereiro de 1989) foi um diretor de cinema francês.

## Biografia
Formado em direito e doutorado em filosofia e letras, Cayatte chegou ao cinema por acaso, ao ser contratado como advogado para verificar um caso de plágio de um filme.[carece de fontes?]
Estreou no cinema francês em 1938 quando escreveu o roteiro do filme Entrée des Artistes, de Marc Allegret. Sua primeira direção foi em 1942 em La Fausse Maîtresse, a adaptação para as telas de uma obra de Balzac.
Sua carreira internacional decolou em 1949 com o filme Les Amants de Vérone, estrelado por Anouk Aimée e em 1950, quando ganhou o Leão de Ouro do Festival de Veneza com Justice Est Faite. Ele voltaria a conquistar o prêmio dez anos depois com o filme Le Passage du Rhin, estrelado por Charles Aznavour.[carece de fontes?]
Seu último trabalho como diretor foi em L'Amour en Question, em 1978, estrelado por Annie Girardot e Bibi Anderson.[carece de fontes?]